# فرودگاه شهرستان گرند رپید–آیتسکا
فرودگاه شهرستان گرند رپید–آیتسکا (به انگلیسی: Grand Rapids – Itasca County Airport) (به زبان بومی: Gordon Newstrom Field) یک فرودگاه همگانی با کد یاتا GPZ است که یک باند فرود آسفالت دارد و طول باند آن ۱۷۵۴ متر است. این فرودگاه در کشور ایالات متحده آمریکا قرار دارد.